# Ruisseau de Fontaine Ronde
Le ruisseau de Fontaine Ronde est un cours d'eau coulant dans le massif du Jura, dans le département du Doubs en France.

## Géographie
De 6,3 kilomètres de longueur, ce cours d'eau prend sa source dans la source intermittente de Fontaine-Ronde, il suit ensuite son cours en direction du nord dans une zone marécageuse, traverse les hameaux de La Gauffre et des Vermots, qui font partie de La Cluse-et-Mijoux, pour rejoindre le Doubs au sud-ouest du fort de Joux en suivant une vallée synclinale étroite aux flancs recouverts de dépôts morainiques engendrée par le décrochement géologique de Pontarlier.

## Source intermittente

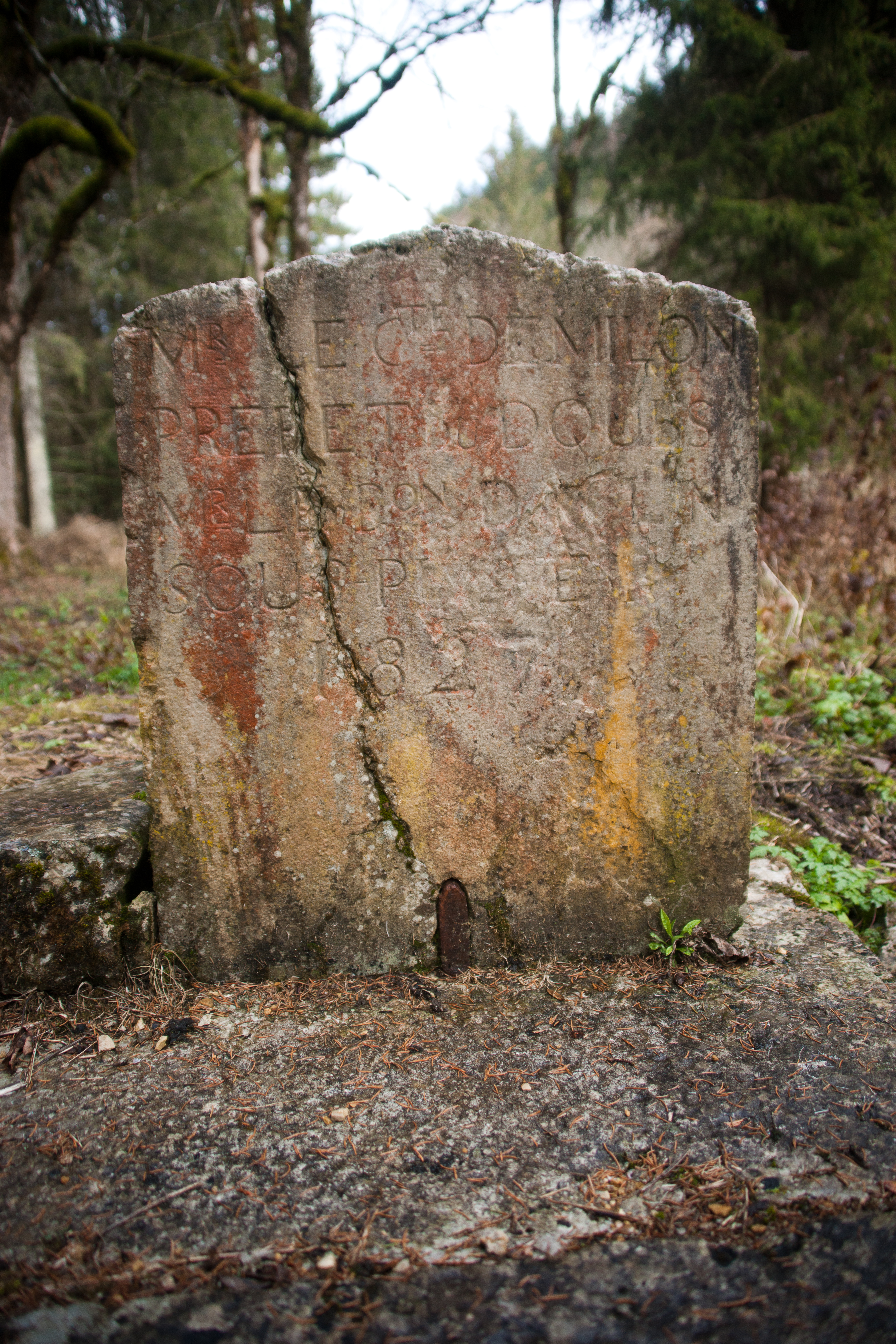
Stèle au niveau de la source.

La source de ce ruisseau est une source intermittente située à la limite des communes de Montperreux, Les Hôpitaux-Vieux et de Touillon-et-Loutelet entre la route RN 57 et la voie ferrée du Coni'fer.
Cette source a été décrite par de nombreux auteurs dès le XVIIe siècle. Elle avait alors une période de 6 à 7 minutes. Elle se présentait à cette époque comme une série de bassins placés à des hauteurs différentes.
Actuellement, l'eau s'échappe d'un bassin circulaire d'environ 8 mètres de diamètre entouré d'une chaussée en pierre construite en 1827. Une stèle au bout de la chaussée rappelle ce fait.
On connaît cinq autres sources de ce type en France dont deux dans le Jura (Cirque de Consolation). En Ariège, se trouve la fontaine intermittente de Fontestorbes. On en trouve aussi à Vals-les-Bains, à Bellerive-sur-Allier ainsi qu'à Artemare dans l'Ain. Dans le Wyoming, près d'Afton se trouve une rivière intermittente.
L'étude géologique a montré que cette source est en liaison avec les écoulements du tunnel du Mont-d'Or. En 1912, lors du percement de ce dernier, la source s'est tarie au moment de la rencontre avec les drains karstiques qui ont perturbé les travaux. En 1998, un traçage réalisé depuis le col de Jougne a également révélé une liaison avec cette source (distance 5 600 m pour une dénivelée de 54 m).
Les intermittences de la source sont irrégulières. Leur période varie entre 5 et 15 minutes avec une variation de niveau de 25 cm. Lors des remontées de niveau, un bouillonnement de CO2 se produit. En période de crues, le phénomène disparaît.
Le modèle permettant d'expliquer les intermittences met en œuvre un réservoir souterrain avec deux conduits, l'un faisant siphon et l'autre servant de prise d'air avec des phénomènes de venturi.
Une explication moins rationnelle fait appel à la légende du sire de Joux, Amaury III de Joux.

## Protection - tourisme
Le ruisseau et la vallée font partie des sites classés du département du Doubs par la DREAL, de caractère artistique, depuis 1912